# Giorgio Guzzetta
Giorgio Guzzetta, C.O. (23. dubna 1682 Piana degli Albanesi – 21. listopadu 1756 Partinico) byl italský duchovní italsko-albánské řeckokatolické církve, oratorián a misionář.

## Život
Narodil se 23. dubna 1682 v Piana degli Albanesi do albánské rodiny rolníků Lorenza Guzzetty a Cateriny Mamola. I přes chudobu zajistili svým osmi dětem dobré vzdělání.
Studoval u jezuitů v Trapani a následně vstoupil do arcibiskupského semináře v Monreale, který byl určen pro Albánce, kteří se v 15. a 16. století z politických a náboženských důvodů uchýlili do Itálie. Po získání doktorátu z teologie byl jmenován překladatelem z řečtiny u kardinála Francesca del Giudice, který ho povýšil na podsekretáře. Své kněžské povolání prožíval v jednoduchosti a apoštolské oddanosti.
Za nějaký čas opustil monrealskou arcidiecézi. V prosinci 1706 se rozhodl vstoupit do Oratoře svatého Filipa Neri v Palermu. Zřekl se byzantského obřadu, aby přijal kněžské svěcení a s láskou se věnoval kulturním a náboženským tradicím albánského lidu. Pod jeho duchovním vedením byli rytíři, knížata a biskupové. Roku 1716 zřídil z vlastní iniciativy kongregaci Oratoriánů pro celibátní kněze byzantského ritu, kteří se věnovali vzdělávání albánské mládeže na Sicílii. Spolu s otcem Antoniem Brancatem prosazovali založení koleje Maria di Piana degli Albanesi  pro vzdělávání dívek.
Roku 1734 založil v Palermu italsko-albánský chlapecký seminář byzantského ritu. Albánský seminář v Palermu se stal sídlem budoucích literátů, kteří šířili víru a tradice předků s humanistickou kulturou a hlubokou znalostí byzantské liturgie.
Pracoval na zřízení byzantské katolické eparchie, k čemuž došlo až po jeho smrti.
Jako znalec klasické kultury a historie sepsal několik děl. Jeho jméno je spojováno s prvním objevem nejstaršího známého textu v albánštině, Misálu (Meshari) Gjona Buzuku.
Zemřel 21. listopadu 1756 v Partinico. Pohřben byl v kostele Sant'Ignazio all'Olivella v Palermu. Od roku 1954 se ostatky nacházejí v katedrále v Piana degli Albanesi.

## Proces svatořečení
Proces byl zahájen 19. prosince 1934 v eparchii Piana degli Albanesi. Dne 25. listopadu 2021 uznal papež František jeho hrdinské ctnosti.